# Anglicisme
 (janvier 2021).

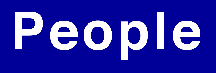
Exemple d'anglicisme : people, abréviation de famous people, « célébrités », s'est répandu en 1997.

Un anglicisme  est un emprunt fait à la langue anglaise par une autre langue. L'anglicisme naît soit de l'adoption d'un mot anglais par suite d'un défaut de traduction, même si un terme équivalent existe dans la langue du locuteur, soit d'une mauvaise traduction, comme le mot-à-mot.
On parle dans certains cas de calque linguistique, c'est-à-dire d'une traduction mot à mot d'une tournure ou d'un sens n'existant pas dans la langue d'accueil : réaliser au sens de « prendre conscience », ou d’initier pour « entreprendre, mettre en œuvre ».
Dans le cadre du monde francophone (ou francophonie), la perception des anglicismes n'est pas toujours la même d'une institution à l'autre.

## Catégories d'anglicismes
Selon le Colpron, dictionnaire des anglicismes publié au Québec, on peut classer les anglicismes en six catégories :
- l'anglicisme sémantique[3] : c'est l'attribution à un mot d'une acception qu'il n'a qu'en anglais (faux-ami), ou la traduction littérale d'un idiotisme anglais, par exemple :
  - « vol domestique » pour « vol intérieur » ; « définitivement » pour « definitely » (« certainement ») ; « je suis désolé » pour « excusez-moi » ; « votre honneur » pour « Monsieur (ou Madame) le juge » ; « opportunité » pour « occasion » ; « développer une maladie » pour « contracter une maladie »[4] ; « expertise » pour « savoir-faire technique », « compétence technique », « qualité d’expert » (dans un domaine donné), « expérience professionnelle » ; depuis 1895, « réaliser » pour « se rendre compte », « s'apercevoir », « comprendre », « saisir », « découvrir » (« to realise ») ;
- l'anglicisme lexical : c'est l'emprunt de mots ou d'expressions anglais employés tels quels :
  - « feedback » (« rétroaction, commentaire, appréciation ») ;
- l'anglicisme syntaxique : c'est le calque de constructions syntaxiques propres à la langue anglaise :
  - « être en charge de »[5] (« in charge of ») : « avoir (la) charge de » (une personne, une famille), « être chargé de » (une tâche ou un domaine d'activité), « être responsable de » (une organisation, une personne) ;
- l'anglicisme morphologique : ce sont des erreurs dans la formation des mots (genre, suffixations, etc.) :
  - « les actifs » d'une société (« the assets ») : « l'actif » ;
- l'anglicisme phonétique : c'est une faute de prononciation :
  - « zoo » prononcé [zu] au lieu de [zo] ou [zoo] (au Canada)[6], ou « challenge », qui était à l'origine prononcé [ʃalɑ̃ʒ] mais emprunte aujourd'hui la prononciation anglaise [tʃalɛndʒ][7] (en France) ;
- l'anglicisme graphique : c'est l'emploi d'une orthographe ou d'une typographie qui suit l'usage anglophone :
  - emploi du point décimal au lieu de la virgule et des guillemets anglais (“ ”) à la place des guillemets français (« »),
  - emploi des capitales aux noms communs comme dans Association Les Plus Beaux Villages de France.

Le linguiste Jean Darbelnet (de) ajoute :
- l'anglicisme de fréquence : c'est l'utilisation correcte d'un terme, mais à une plus grande fréquence que s'il n'y avait pas contact avec la langue anglaise[8] :
  - « incidemment »[9] est un adverbe peu usité en France mais fréquent au Canada en raison de l'emprunt d'incidentally. La langue française dispose pourtant d'un grand nombre d'équivalents : « soit dit en passant », « au fait », « à propos », « entre parenthèses ».

## Facteurs favorisant les anglicismes
Plusieurs facteurs contribuent à expliquer la préférence pour les anglicismes dans certains contextes. Comprendre ces facteurs permet d’analyser comment et pourquoi certains mots anglais sont adoptés plus facilement que d’autres, en fonction de critères linguistiques, sociaux ou culturels. Cette compréhension est d’autant plus importante aujourd’hui, où la mondialisation et la présence constante de l’anglais influencent fortement la façon dont les langues sont utilisées.
D'abord la brièveté des termes anglais joue un rôle notable. Les mots plus courts que leurs équivalents dans la langue cible sont souvent privilégiés, soutenus par le principe d’économie linguistique.
Le domaine lexical a également une influence significative. Les anglicismes sont particulièrement présents dans des secteurs tels que le sport, la technologie, le commerce ou encore les insultes. Dans le cas des insultes, il pourrait s'agir d'une utilisation euphémisante des anglicismes, les insultes pouvant être perçues comme moins offensantes dans une langue étrangère.
Le type d’emprunt est pertinent dans l’acceptabilité d’un anglicisme. Les emprunts nécessaires, qui remplissent une lacune lexicale, sont généralement mieux acceptés que les emprunts de confort, qui remplacent un mot déjà existant. Ces derniers rencontrent plus de résistance, en particulier lorsqu’ils sont en concurrence avec des termes plus anciens et bien établis.
La fréquence des concepts joue également un rôle. Lorsqu’un concept est plus fréquent, il y a moins de chance qu'un anglicisme soit utilisé. Les mots désignant des concepts courants font généralement partie du vocabulaire de base, ce qui les rend plus stables. En revanche, les concepts moins fréquents offrent un espace d’introduction pour les anglicismes.
Le registre et le contexte communicatif influencent également l’usage des anglicismes. Ils sont plus fréquents dans des situations informelles ou dans les médias populaires, et moins présents dans les écrits formels ou spécialisés,.
L’âge des locuteurs est un autre facteur important : les jeunes générations optent plus souvent pour les formes anglaises.
Également, la période d’introduction de l’anglicisme joue un rôle dans son emploi. Les anglicismes introduits plus tôt sont plus utilisés, ce qui soutient l’idée que les emprunts nécessitent du temps pour s’ancrer dans la langue cible.
Enfin, les personnes ayant une attitude positive envers l’anglais ont plus tendance à utiliser des anglicismes. L’anglais est souvent associé à des valeurs telles que la modernité, l’innovation et le prestige. Toutefois, une attitude négative ne se traduit pas nécessairement par une moindre utilisation : il existe souvent un écart entre opinion déclarée et comportement réel,.

## Aspects culturels
Les anglicismes ne sont pas perçus et traités de la même façon à travers la francophonie, par exemple l'Académie française a plus tendance à accepter des anglicismes que l'Office québécois de la langue française ; « Il a fallu des années pour les convaincre de traduire e-mail par « courriel » car ils n'appréciaient pas ce néologisme des Québécois ».

## Anglicismes dans différentes langues

### En allemand
L'allemand est particulièrement perméable aux anglicismes dans les domaines de la publicité, de l’économie et de la technique.
- mailen : envoyer un courriel
- downloaden : télécharger
- Computer : ordinateur
- Sinn machen, haben : être sensé (calqué de l'anglais to make sense)
- Fair sein : être juste (en allemand gerecht sein)

### En chinois
L'expression « anglicisme en chinois » s'applique à l'incorporation de mots, d'expressions et de concepts anglais dans la langue chinoise et ne doit pas être confondue avec le terme de « Chinglish », qui désigne l'anglais approximatif ou hésitant employé par certains locuteurs chinois.
On distingue : 
- l'emprunt phonétique : par exemple l'expression 巴士 au lieu de 公共汽車 pour le mot « bus », en raison de la similitude de prononciation ;
- l'anglicisme syntaxique : on donne à la phrase en chinois l'ordre des mots de la phrase anglaise ;
- l'anglicisme sémantique : par exemple 網絡 ou 網路 (« network »), utilisé pour rendre le mot « net ».

### En espagnol
En Espagne, l'adoption de termes anglais est répandue dans les domaines économique et informatique, phénomène que les puristes voient d'un très mauvais œil.
Certains de ces emprunts sont intégrés phonétiquement et ont même donné des dérivés :
- boicot (de boycott), sur lequel on a formé le verbe boicotear
- líder (de leader), sur lequel on a formé le substantif liderazgo
- estándar (de standard), sur lequel on a formé le verbe estandarizar

Autres calques de l'anglais :
- chequear, chequar (de to check) : examiner, explorer, réviser.

Un autre type d'anglicisme est le calque sémantique, en voie d'intégration, ainsi oportunidad qui, sous l'influence de l'anglais opportunity, tend à remplacer ocasión.
Également, le dérivé d'un mot authentique (castizo), fabriqué à l'aide d'un suffixe en -ción ou en -miento et calquant l'anglais, comme posicionamiento, formé sur posición (calque de l'anglais positioning).
Enfin, le calque morphologique (ou crypto-anglicisme), consistant à traduire la forme étrangère par son équivalent autochtone, ainsi articulo-lider pour leader product (produit-phare).

### En finnois
Les anglicismes en finnois relèvent de quatre types : l'imitation phonétique, le calque lexical, le calque grammatical, la contamination orthographique.
La langue officielle rejette l'usage des anglicismes, partant du principe que la langue finnoise, écrite comme parlée, a suffisamment de ressources propres. Cela n'empêche pas les emprunts.
Le jargon informatique abonde en imitations phonétiques, ainsi svappi pour « swap ». Les autres domaines également touchés sont la musique pour adolescents, l'anticipation romanesque ou scientifique, les jeux sur écran, la mode, l'auto et, dans une certaine mesure, les spécialités scientifiques.
Le calque lexical consiste par exemple à prendre l'expression anglaise « killer application » (désignant une application supplantant toutes les autres du même genre) et à en faire tappajasovellus, c'est-à-dire littéralement une « application tueuse ».
Certains locuteurs, surtout ceux fréquentant assidûment la langue anglaise, ont créé un calque grammatical finnois du pronom personnel anglais « you » employé avec le sens d'un pronom indéfini comme dans la phrase « You can't live for ever » (« Nul n'est éternel »).
Un autre exemple de contamination orthographique est l'adoption de l'orthographe anglaise même lorsque le mot anglais est prononcé à la finnoise. Ainsi, « to chat » (bavarder par clavier interposé, tchatcher) sera noté chattailla au lieu de sättäillä, sa prononciation.

### En français
L'usage du français contemporain est marqué par de nombreux anglicismes.
Si la tendance s'est inversée ces dernières décennies, avant le XVIIIe siècle la langue anglaise avait plus emprunté à la langue française que le contraire ; ce qui fait que certains des anglicismes actuels du français furent des gallicismes en anglais à une certaine époque (ex. : obsolète). Étiemble rappelle dans Parlez-vous franglais ? que le mot manager vient de ménager, comme « ménagère » et management de ménagement (il faut dans les deux cas veiller aux affaires courantes, gérer un budget, déléguer, etc.).
Beaucoup d'anglicismes utilisés il y a un siècle (on en trouve chez Alphonse Allais) sont tombés aujourd'hui en désuétude ou dans l'oubli. Des anglicismes plus récents comme computer ou software ont disparu, chassés par ordinateur (plus précis, computer désignant n'importe quel type de calculateur, même analogique) ou logiciel (qui fait parfaitement pendant à matériel).
Le nombre et la fréquence des anglicismes varient selon les locuteurs et selon les domaines de spécialité. Certains domaines en regorgent, comme l'économie et plus encore l'informatique. Celle-ci est en effet sujette à de nombreux emprunts au jargon informatique anglo-américain comme dans le reste du monde la musique l'est à l'italien ou la cuisine et la mode au français ; ainsi, la lingua franca de fait entre les informaticiens du monde entier est l'anglais. En effet, la plupart des langages de programmation ont un vocabulaire inspiré de l'anglais, ce qui fait que les programmeurs ont une tendance naturelle à penser en anglais[réf. nécessaire].
Le français contribue cependant à des termes qui s'internationalisent : informatique, néologisme inventé en 1962 par Philippe Dreyfus, a été acclimaté en Informatics vers la fin des années 1970 dans les pays anglophones, où il unifie les disciplines jadis cloisonnées qui s'y nommaient respectivement computer science et data processing. L'avionique a elle-même sans doute donné naissance à « avionics ». Un autre néologisme français, télématique (apparu vers 1982), désignant la synergie de l'informatique et des télécommunications, y a fait naître compunication ou compucation (contractions de computer communication, signifiant « communication entre ordinateurs », « télématique »).
De nombreux anglicismes possèdent des équivalents français. L'Académie française propose sur son site internet une rubrique « Dire, ne pas dire » qui en répertorie et émet des recommandations permettant de les éviter, lorsque l'emploi n'est pas motivé par une lacune du lexique français. Ainsi coach peut être remplacé par « entraîneur » dans le domaine sportif. L'unification du vocabulaire permet de faciliter la transmission sans ambiguïté de connaissances pointues et en rapide évolution. Ainsi, dans certains domaines comme la zoologie et la botanique, l'usage du latin est généralisé pour nommer plantes et animaux.

### En italien
Si l'on s'est efforcé, sous le régime de Benito Mussolini, de « purifier » l'italien en écartant les anglicismes et autres « polluants » de la langue, ce n'est plus le cas et des termes anglais sont adoptés sans adaptation, surtout en informatique :
- computer : ordinateur ;
- hard disk : disque dur ;
- mouse : souris ;
- browser : navigateur web, en italien navigatore web, abrégé en navigatore.

Plusieurs termes issus de l'anglais sont progressivement entrés dans le langage courant aux côtés de leurs équivalents italiens. Ainsi, l'anglais single signifiant « célibataire » se traduit par celibe pour un homme et nubile pour une femme, mais peut être rendu aussi par l'anglicisme single. De même, l'anglais privacy, « vie privée » ou « confidentialité », est utilisé tel quel,. Au contraire, l'anglicisme guardrail (« glissière de sécurité ») a complètement remplacé les équivalents italiens guardavia, sicurvia, guardastrada et l'helvétisme guidovia,,, bien qu’une initiative ait tenté de diffuser dans le langage commun des médias les équivalents italiens[précision nécessaire].

### En néerlandais
Le néerlandais est une langue particulièrement exposée à l’anglais, notamment à travers les médias, la publicité, les réseaux sociaux, la musique et le marketing, avec une forte présence d’anglicismes. La plupart des néerlandophones se déclarent relativement bilingues selon l'Eurobaromètre 2012 de la Commission européenne.
Au niveau sémantique nous trouvons des traductions de façon littérale à partir de l’anglais, ce qui peut provoquer une perte de sens. Ces traductions sont parfois appelées faux-amis ou calques sémantiques. Par exemple, le verbe néerlandais controleren peut être utilisée à tort au sens de « beheersen », sous l’influence de l’anglais to control. Pourtant, dans son usage néerlandais, controleren signifie « vérifier » ou « inspecter ». Cet exemple illustre comment un mot existant peut être réinterprété sous l’influence de l’anglais, ce qui modifie son sens.
D’un point de vue syntaxique, certaines constructions sont directement influencées par l’anglais. À ce niveau on trouve l’adaptation de prépositions anglaises et constructions morphologiques influencées par l’anglais. Par exemple, des expressions anglaises comme I see where you’re coming from peuvent être traduites littéralement en néerlandais comme Ik zie waar je vandaan komt, une construction qui n’est pas naturelle dans la langue. De même, on observe des tournures comme op iemand haten, directement traduites de l’anglais : to hate on someone.
Les anglicismes lexicaux incluent des noms ou des verbes intégrés à la langue cible, souvent traduits ou adaptés. Un exemple est l’emploi de verbes anglais conjugués selon la morphologie néerlandaise comme facen, dérivé de to face, ou des anglicismes lexicaux tels que personaliteit au lieu de persoonlijkheid, sous l’influence de personality.
Le niveau morphosyntaxique concerne les anglicismes qui affectent à la fois la morphologie et la syntaxe, par exemple la formation du superlatif. On observe des expressions en néerlandais comme  de meest dure au lieu de de duurste. Dans cet exemple, il s’agit d’une forme du superlatif de l’anglais avec le mot most . Cette construction n’est pas correcte en néerlandais, où le superlatif se forme normalement avec le suffixe -ste ajouté à l’adjectif.
Au niveau morphologique, nous trouvons par exemple la séparation des mots composés, comme en anglais, alors qu’en néerlandais, les mots composés ne sont pas séparés traditionnellement. Ainsi, schoolreis devient school reis, sous l’influence de l’anglais : school trip.
La phonétique peut également être modifiée. Ce niveau concerne l’influence de l’anglais sur la prononciation néerlandaise. Le mot anglais goal était emprunté au néerlandais et adapté à la phonétique néerlandaise. L'ancienne prononciation est donc [kɔl], encore utilisée par les personnes âgées. La nouvelle prononciation est [gɔl], influencée par l'anglais.
Enfin, au niveau graphique, nous trouvons l’influence de l’anglais sur l’orthographe néerlandais. Par exemple, des mots comme filosofie en néerlandais peuvent être remplacés à tort par philosophie ou philosofie, sous l’influence du mot anglais philosophy.
 

### En polonais
Du fait de l'influence accrue de l'anglais au XXe siècle et en ce XXIe siècle, le polonais lui a emprunté nombre de mots.
Les premiers emprunts ont concerné principalement les termes de marine et les sports :
- kil (keel) : quille ;
- maszt (mast) : mât ;
- krykiet (cricket) : cricket ;
- jogging (jogging) : course à petites foulées.

Les emprunts plus récents sont en concurrence avec des équivalents polonais déjà existants et de ce fait ne sont pas acceptés par tous les locuteurs :
- menedżer (manager) : gestionnaire à l'américaine, directeur, gérant, imprésario, au lieu de kierownik
- quad (quad bike) : moto à quatre roues, au lieu de czterokołowiec ;
- monitoring (CCTV) : surveillance en continu, monitorage, au lieu de nadzór, dozór ;
- W czym mogę pomóc (How can I help you) : « comment puis-je vous aider ? », au lieu de W czym mogę służyć : « comment puis-je vous servir ? ».

Certains anglicismes sont liés à l'avènement de la société de consommation :
- dyskont (discount store) : enseigne à prix cassé ;
- market (supermarket) : supermarché ;
- lajfstylowy (lifestyle) : style de vie ;
- marketing (marketing) : techniques marchandes, mercatique.

Dans les domaines de l'informatique et des réseaux, les termes anglais règnent, faute de créations néologiques :
- login : identifiant de connexion, nom d’utilisateur ;
- komputer (computer) : ordinateur ;
- monitor : moniteur, écran ;
- czat (chat) : bavardage-clavier, clavardage, tchatche ;
- on-line : en ligne, sur Internet ;
- interfejs (interface) : interface.